# Bula Dourada de Rimini
Bula Dourada de Rimini foi promulgada por Frederico II do Sacro Império Romano em março de 1226.
Já a Bula de Ouro da Sicília foi um decreto publicado em 1212 que proclama o reino da  Boémia e torna os príncipes da Boémia reis hereditários: Otacar I da Boêmia, da dinastia premislida, é nomeado rei.
A Bula declara igualmente a indivisibilidade do reino da Boémia e regula as suas relações com o Sacro Império Romano. A Boémia torna-se então um dos mais importantes Estados no âmbito do Império. 
A bula de ouro da Sicília é anterior à Bula Dourada de Rimini, a qual confirmou a legitimidade da administração das terras da Prússia a leste do rio Vístula pelos Cavaleiros Teutónicos, comandados por Hermann von Salza.